# Varennes, Vienne
Varennes är en kommun i departementet Vienne i regionen Nouvelle-Aquitaine i västra Frankrike. Kommunen ligger i kantonen Mirebeau som tillhör arrondissementet Poitiers. År 2018 hade Varennes 349 invånare.

## Befolkningsutveckling
Antalet invånare i kommunen Varennes
| Referens: INSEE |